# Cimetière militaire Strand
 (janvier 2023).
La mise en forme du texte ne suit pas les recommandations de Wikipédia : il faut le « wikifier ».
Les points d'amélioration suivants sont les cas les plus fréquents. Le détail des points à revoir est peut-être précisé sur la page de discussion.
- Les titres sont pré-formatés par le logiciel. Ils ne sont ni en capitales, ni en gras.
- Le texte ne doit pas être écrit en capitales (les noms de famille non plus), ni en gras, ni en italique, ni en « petit »…
- Le gras n'est utilisé que pour surligner le titre de l'article dans l'introduction, une seule fois.
- L'italique est rarement utilisé : mots en langue étrangère, titres d'œuvres, noms de bateaux, etc.
- Les citations ne sont pas en italique mais en corps de texte normal. Elles sont entourées par des guillemets français : « et ».
- Les listes à puces sont à éviter, des paragraphes rédigés étant largement préférés. Les tableaux sont à réserver à la présentation de données structurées (résultats, etc.).
- Les appels de note de bas de page (petits chiffres en exposant, introduits par l'outil «  Source ») sont à placer entre la fin de phrase et le point final[comme ça].
- Les liens internes (vers d'autres articles de Wikipédia) sont à choisir avec parcimonie. Créez des liens vers des articles approfondissant le sujet. Les termes génériques sans rapport avec le sujet sont à éviter, ainsi que les répétitions de liens vers un même terme.
- Les liens externes sont à placer uniquement dans une section « Liens externes », à la fin de l'article. Ces liens sont à choisir avec parcimonie suivant les règles définies. Si un lien sert de source à l'article, son insertion dans le texte est à faire par les notes de bas de page.
- La présentation des références doit suivre les conventions bibliographiques. Il est recommandé d'utiliser les modèles {{Ouvrage}}, {{Chapitre}}, {{Article}}, {{Lien web}} et/ou {{Bibliographie}}. Le mode d'édition visuel peut mettre en forme automatiquement les références.
- Insérer une infobox (cadre d'informations à droite) n'est pas obligatoire pour parachever la mise en page.

Pour une aide détaillée, merci de consulter Aide:Wikification.
Si vous pensez que ces points ont été résolus, vous pouvez retirer ce bandeau et améliorer la mise en forme d'un autre article.
Pour un article plus général, voir Sites funéraires et mémoriels de la Première Guerre mondiale (Front Ouest).
Le cimetière militaire Strand ou cimetière militaire de Strand, en anglais Strand Military Cemetery est un cimetière militaire britannique situé dans le village belge de Ploegsteert et commémorant les soldats morts de la Première Guerre mondiale. Le cimetière est situé juste au nord du centre du village le long de la route de Messines ( N365 ), à la lisière sud du bois de Ploegsteert. Elle a été conçue par Charles Holden et William Cowlishaw et est entretenue par la Commonwealth War Graves Commission. Le site a un plan au sol en forme de T et a une superficie d'environ 4 562 m². La Croix du Sacrifice est au centre à l'avant du côté de la rue ; la Pierre du Souvenir est à droite sur la partie arrière.
1 159 morts sont commémorés, dont 354 soldats inconnus.

## Histoire

### Première Guerre mondiale
Après les premiers combats, le territoire où se trouve le cimetière est occupé par les Britanniques. Une longue tranchée va de la route de Messines jusqu'au bois de Ploegsteert, un terrain surnommé The Strand. 
En octobre 1914, deux soldats tombés avaient déjà été enterrés près d'un poste de secours avancé. Aucune autre inhumation n'a eu lieu jusqu'en avril 1917, lorsque le cimetière a été agrandi. Lors de l'offensive du printemps 1918, le cimetière fut brièvement aux mains des Allemands. Après la guerre, des soldats tombés aux champs de bataille environnants et des cimetières plus petits de la région entre Armentières et Wytschaete ont été ajoutés. Les morts ont été transférés de plusieurs cimetières à Houplines, Le Bizet, Merkem, ainsi que les cimetières allemands du Touquet et de Warneton. 
Six morts sont commémorés par un  Special Memorial  parce que leurs tombes n'ont pu être localisées et font partie des soldats inconnus. Onze autres victimes sont commémorées avec un Duhallow Block  parce que leurs tombes d'origine dans un autre cimetière ont été détruites par des tirs d'obus. Trois autres victimes ont chacune un Special Memorial inscrit avec leur lieu de sépulture d'origine.

### Seconde Guerre mondiale
Pendant la Seconde Guerre mondiale, huit autres victimes (dont trois soldats inconnus) y ont été enterrées. Ils étaient membres du corps expéditionnaire britannique et ont été tués lors de la retraite alliée à Dunkerque en juin 1940.

### Tombes

#### Personnel militaire distingué
- John Savage, soldat des Sherwood Foresters (Notts and Derby Regiment) a reçu la Distinguished Conduct Medal (DCM).
- Le sergent C. J. Nix, les caporaux G. Goose, Leonard Lionel Grifen et Richard Myers et l'artilleur James Somerville ont reçu la Médaille militaire (MM).

#### Personnel militaire mineur
- Pionier Daniel White et le soldat Thomas Albert Morgan, tous deux de l' infanterie canadienne, avaient 16 ans lorsqu'ils ont été tués au combat.
- L'artilleur William Fredrick, l'artilleur AE Collins et le soldat Hector Pretoria Hindmarsh avaient 17 ans lorsqu'ils ont été tués au combat.

#### Alias
- Le caporal Thomas Andrew Ahearne a servi sous le pseudonyme d' Albert Shaw dans l' infanterie australienne, AIF.
- Le soldat Francis Daly a servi sous le pseudonyme de Francis O'Donnell avec les Royal Dublin Fusiliers

On dénombre dans les sépultures commémoratives un total de 746 Britanniques, 26 Canadiens, 289 Australiens, 89 Néo-Zélandais, 1 Sud-Africain et 8 Allemands.